# فریدون عزیزی
فریدون عزیزی (متولد ۱۳۲۱) پزشک و استاد دانشگاه ایرانی است. عزیزی که فوق تخصص غدد و عضو هیئت علمی دانشگاه علوم پزشکی شهید بهشتی با درجه استاد تمامی است پیشتر ریاست این دانشگاه را بر عهده داشته و هم‌اکنون عضو هیئت امنای دانشگاه آزاد اسلامی (عضو منتخب شورای عالی انقلاب فرهنگی) معاون علمی فرهنگستان علوم پزشکی است.
او در جلسه رای‌گیری برای عزل جاسبی و انتساب فرهاد دانشجو، رای خود را به همراه وزیران دولت احمدی‌نژاد، نماینده رهبری در دانشگاه‌ها تحویل داد و در جلسه عزل دانشجو و انتصاب میرزاده شرکت نداشت.

## سوابق تحصیلی
دانشنامه یا بوردهای کسب شده در رشته‌های مختلف تخصصی و فوق تخصصی:
- بورد طب داخلی آمریکا (۱۳۵۱)
- بورد فوق تخصصی غدد درون‌ریز و متابولیسم آمریکا (۱۳۵۳)
- بورد پزشکی هسته ای آمریکا (۱۳۵۴)

## جایگاه علمی
نامبرده از فعالان پژوهش و تحقیق در زمینه غدد به خصوص غده تیروئید است. وی در سال ۱۳۹۴ برگزیده رتبه اول علوم بالینی و سلامت دوره ۲۱ جشنواره رازی شد. به استناد پایگاه اسکوپوس از کارهای ایشان تألیف ۱۲۶۲ مقاله علمی به زبان انگلیسی است. اچ ایندکس وی نیز در حال حاضر ۷۰ می‌باشد. وی در سال ۱۳۶۳ به سمت استادی (full-professor) نایل آمده‌است. وی نشان درجه یک دانش از احمدی‌نژاد دریافت کرده‌است.

## سمت علمی کنونی
- رئیس پژوهشکده علوم غدد درون‌ریز و متابولیسم[۶]
- معاون علمی فرهنگستان علوم پزشکی
- عضو هیئت امنای دانشگاه آزاد به انتخاب شورای عالی انقلاب فرهنگی
- عضو هیئت مدیره انجمن متخصصین غده درون‌ریز ایران و مدیر مسئول نشریه مجله غده درون‌ریز و متابولیسم ایران
- مجری اصلی پروژه ژنوم مرجع ایرانیان یا ژمیران[۷] (سابقاً با نام ژنیران شناخته می شد)

## پیشینه اجرایی
- ریاست دانشگاه علوم پزشکی شهید بهشتی
- معاونت پژوهشی وزارت بهداشت، درمان و آموزش پزشکی
- سرپرست بخش داخلی و رئیس بیمارستان آیت‌الله طالقانی ۱۳۵۸–۱۳۶۳
- عضو و مشاور شورای عالی پزشکی وزارت بهداری ۱۳۵۸–۱۳۶۴
- سرپرست گروه پزشکی مرکز نشر دانشگاهی ۱۳۵۹–۱۳۶۹
- رئیس دانشکده پزشکی دانشگاه شهید بهشتی ۱۳۶۳
- رئیس دانشگاه علوم پزشکی شهید بهشتی ۱۳۶۳–۱۳۶۹
- مدیر مسئول مجله دانشکده پزشکی دانشگاه علوم پزشکی شهید بهشتی
- عضو شورای گسترش وزارت بهداشت، درمان و آموزش پزشکی ۱۳۶۵–۱۳۶۷
- عضو شورای سیاستگذاری آموزشی وزارت بهداشت، درمان و آموزش پزشکی ۱۳۶۶–۱۳۶۸
- رئیس مرکز تدوین سیاست‌ها و برنامه‌های وزارت بهداشت- درمان و آمورش پزشکی ۱۳۷۲–۱۳۷۶
- مشاور وزیر بهداشت، درمان و آمورش پزشکی ۱۳۷۲–۱۳۷۶
- رئیس هیئت مدیره جامعه پزشکان متخصص داخلی ایران ۱۳۶۸–۱۳۸۱
- مدیر مسئول و سردبیر مجله دانشکده پزشکی دانشگاه علوم پزشکی شهید بهشتی (پژوهش در پزشکی) از ۱۳۶۴ تاکنون
- عضو شورای پژوهش‌های علمی کشور از ۱۳۶۹ تاکنون
- مشاور سازمان جهانی بهداشت از ۱۳۶۹ تاکنون
- معاون پژوهشی فرهنگستان علوم پزشکی جمهوری اسلامی ایران